# Sphecodes algoensis
Sphecodes algoensis är en biart som beskrevs av Blüthgen 1928. Sphecodes algoensis ingår i släktet blodbin, och familjen vägbin. Inga underarter finns listade i Catalogue of Life.